# Mörttjärnen (Dorotea socken, Lappland, 714752-153088)
Mörttjärnen är en sjö i Dorotea kommun i Lappland och ingår i Ångermanälvens huvudavrinningsområde. Sjön har en area på 0,0501 kvadratkilometer och ligger 462,8 meter över havet.

## Delavrinningsområde
Mörttjärnen ingår i det delavrinningsområde (714775-153056) som SMHI kallar för Ovan Norrån. Medelhöjden är 495 meter över havet och ytan är 28,86 kvadratkilometer. Det finns inga avrinningsområden uppströms utan avrinningsområdet är högsta punkten. Stamsjöån som avvattnar avrinningsområdet har biflödesordning 2, vilket innebär att vattnet flödar genom totalt 2 vattendrag innan det når havet efter 248 kilometer. Avrinningsområdet består mestadels av skog (47 procent) och sankmarker (52 procent). Avrinningsområdet har 0,1 kvadratkilometer vattenytor vilket ger det en sjöprocent på 0,4 procent.